# Новоабдрахманово
Новоабдрахма́ново (баш. Яңы Абдрахман) — деревня в Стерлитамакском районе Башкортостана, входит в состав Первомайского сельсовета.

## Географическое положение
Расстояние до:
- районного центра (Стерлитамак): 52 км,
- центра сельсовета (Первомайское): 4 км,
- ближайшей ж/д станции (Стерлитамак): 52 км.

## Население
| 2002 | 2009 | 2010 |
| ---- | ---- | ---- |
| 25   | ↘22  | ↗38  |

### Национальный состав
Согласно переписи 2002 года, преобладающая национальность — башкиры (96 %).

## Археология
- Курганный могильник «Чумарово-I» был обнаружен в 1960-х годах. Состоит из 15 погребальных комплексов. Могильник имеет два уровня захоронения — XVII и III веков до н. э. диаметром 16 и 20 метров: эпохи бронзы (срубной археологической культуры) и раннего железного века (сарматской культуры)[6].

## Известные уроженцы
- Шакуров, Рашит Закирович (1937—2024) — советский и российский учёный-тюрколог. Доктор филологических наук.